# Yang Yu (Freestyle-Skierin)
Yang Yu (chinesisch 杨雨, Pinyin Yáng Yǔ, * 4. Mai 1991) ist eine chinesische Freestyle-Skierin. Sie ist auf die Disziplin Aerials (Springen) spezialisiert.

## Biografie
Yangs erste Teilnahme an einem internationalen Wettbewerb war anlässlich der Juniorenweltmeisterschaft 2007 in Airolo, wo sie die Silbermedaille gewann. Ihr Debüt im Weltcup hatte sie am 21. Dezember 2007 in Lianhua, wo sie den 13. Platz erreichte. Nach der Saison 2007/08 folgte wegen des Studiums eine rund dreijährige Unterbrechung der Sportkarriere. Bei den Winter-Asienspielen 2011 in Almaty gewann Yang die Bronzemedaille. Am 11. Februar 2012 kehrte sie in den Weltcup zurück und klassierte sich in Beida Lake sogleich als Vierte. Sechs Tage später folgte mit Platz 3 auf dem Kreischberg die erste Podestplatzierung. Der erste Weltcupsieg gelang ihr am 25. Februar 2012 in Minsk.
In der Weltcupsaison 2012/13 stand Yang dreimal auf dem Podest, unter anderem als Siegerin in Lake Placid. Dadurch erreichte sie den sechsten Platz in der Aerials-Disziplinenwertung. Nach einer weiteren Pause von zwei Jahren kehrte sie in der Saison 2015/16 in den Weltcup zurück, der dritte Weltcupsieg gelang ihr im Februar 2016 in Deer Valley. Ein dritter Platz war ihr bestes Weltcupergebnis im Winter 2016/17, während sie bei den Weltmeisterschaften 2017 in der Sierra Nevada den 20. Platz erreichte.

## Erfolge

### Weltmeisterschaften
- Sierra Nevada 2017: 20. Aerials

### Weltcupwertungen
| Saison  | Gesamt | Gesamt | Aerials | Aerials |
| Saison  | Platz  | Punkte | Platz   | Punkte  |
| ------- | ------ | ------ | ------- | ------- |
| 2007/08 | 90.    | 5      | 22.     | 44      |
| 2011/12 | 34.    | 26     | 12.     | 263     |
| 2012/13 | 23.    | 38     | 6.      | 264     |
| 2015/16 | 39.    | 32.50  | 10.     | 195     |
| 2016/17 | 63.    | 20,00  | 14.     | 140     |
| 2017/18 |        |        | 21.     | 86      |

### Weltcupsiege
Yang errang im Weltcup bisher 7 Podestplätze, davon 3 Siege:
| Nr. | Datum            | Ort         | Land    |
| --- | ---------------- | ----------- | ------- |
| 1   | 25. Februar 2012 | Minsk       | Belarus |
| 2   | 19. Januar 2013  | Lake Placid | USA     |
| 3   | 4. Februar 2016  | Deer Valley | USA     |

### Weitere Erfolge
- Juniorenweltmeisterschaften 2007: 2. Aerials
- Winter-Asienspiele 2011: 3. Aerials
- 1 Sieg im Europacup